# Irànics
Els irànics són un subgrup dels indoeuropeus caracteritzats per parlar alguna de les llengües indoàries i per una alta freqüència de l'haplogrup R1a. Es calcula que hi ha uns 150 milions de persones considerades iràniques. Els pobles irànics viuen principalment a Orient Mitjà, Àsia central, el Caucas i parts del subcontinent indi, encara que pobles que parlaven les llengües iranies van ser trobats al passat per tota Euràsia, des dels Balcans fins a la Xina occidental.
Com els pobles iranians no estan confinats en els límits de l'estat actual de l'Iran, s'empren termes com pobles iranians o pobles irànics per evitar confusió amb els ciutadans de l'Iran (iranians).
Des del punt de vista lingüístic, el terme pobles irànics és similar al de pobles germànics, que inclou gent diversa que parla llengües germàniques, com l'anglès, l'alemany o el noruec.
En línies generals, els pobles irànics no comprenen únicament als perses, els afganesos i als tayiks (o 'perses de l'est') de l'Iran, Afganistan i Tadjikistan respectivament, sinó també als paixtus, els balutxis, els kurds, els ossets, els Zazes i altres grups.
Els tipus de grups ètnics que formen els pobles irànics es remunten a una branca dels antics protoirànics. Les troballes  arqueològiques descobertes a Rússia, l'Àsia central i Orient Mitjà han aportat escassa informació sobre la manera de vida d'aquestes primeres gents. Els pobles irànics han tingut un paper molt important al llarg de la història: els perses, aquemènides van establir un dels primers estats multinacionals del món, i els nòmades escites-sàrmates van dominar les vastes altiplans de Rússia i Sibèria occidental durant segles, amb un grup de guerreres sàrmates inclòs que probablement va servir d'inspiració per a la llegenda grega de les Amazones-
Aquesta llista reuneix els pobles més importants considerats irànics al llarg de la història: Perses, medes, sagartis, bactrians, parts, sogdians, escites, sàrmates, balutxistanesos, kurds, ossets, parsis, paixtus, hazares, àzeris, uzbeks (parcialment), hurrites (parcialment)

## Etimologia i ús
El terme iranià deriva d'Iran (literalment, el «país dels Aris»). Es creu que l'antic terme protoindoiranià aria, que significa 'noble' en aquesta llengua, va pertànyer a una sèrie de termes de referència que els aris utilitzaven, almenys en aquelles àrees poblades pels aris que van emigrar cap al sur des de l'Àsia central o el sud de Rússia. Es referien a la seva mítica terra natal com Airianem Vaeyaj, la localització geogràfica de la qual variava: a Fars segons Eratòstes, a l'àrea propera a Herat segons Plini, i fins i tot a la totalitat de la l'altiplà iranià segons Estrabó.
Des del punt de vista lingüístic, el terme irànics és similar al de germànics, que inclou una diversitat de gent que parla llengües germàniques, com l'anglès, l'alemany o el noruec; o també al terme eslaus, que inclou a diversos parlants de llengües eslaves com els russos, els bosnis i els serbis. Així, en línies generals, els irànics no comprenen únicament als perses, els afgans i els tadjiks (o 'perses de l'est'), de l'Iran, Afganistan i Tadjikistan respectivament, sinó també als paixtus, balutxis, kurds, ossetes, zazes i altres grups. En definitiva, l'ús acadèmic del terme irànic no fa referència a l'Estat de l'Iran i als seus ciutadans (que són tots iranians per la seva nacionalitat), de la mateixa manera que germànic es diferencia d'alemany. Molts ciutadans de l'Iran no pertanyen necessàriament a la categoria pobles irànics en no parlar llengües iràniques ni tenir llaços amb antigues tribus iràniques.

## Història
Els irànics provenen dels indoarians, que es van separar en tres grups principals: els indoaris, els irànics i els nuristans cap al segon mil·lenni aC. Cap al 1000 aC es van instal·lar a l'Iran, terra que els dona nom. Allà es van dividir en dos grups, la branca occidental va donar lloc a la cultura persa, mentre que l'oriental es va fragmentar en una sèrie de tribus, com ara els escites o els sàrmates. La major part d'aquests grups van adoptar l'Islam a partir del segle vi.

## Demografia
S'estima que hi ha entre 210 i 230 milions de parlants natius de les llengües iràniques.
Actualment, la majoria d'aquests pobles viuen a l'Iran, Afganistan, Pakistan occidental (àrees tribals i Balutxistan), Tadjikistan, parts de l'Uzbekistan (especialment Samarcanda i Bukharà), el Caucas (Ossètia i Azerbaidjan) i al Kurdistan turc, iraquià i sirià. També es poden trobar petits grups de pobles irànics a la Xina occidental i l'Índia.
Degut a migracions recents, també hi ha grans comunitats de parlants de llengües iràniques a Europa, Amèrica i Israel.

## Llista de pobles irànics

### Pobles irànics antics
- Irànics occidentals: perses, medes, sagartis, carducs, azaris, mannai.
- Irànics orientals: aracosis, bactrians, gandaris, corasmis, parts, satagidis, sogdians, escites-sàrmates (alans, parama kamdojas, massàgetes).

### Pobles irànics moderns
- Balutxis, gilans, jasos, kurds, lakk, mazandaranis, ossetes, pamir, parsis, paixtus.
- Perses: bactiari, farsiwans, hazares, luris, tadjics, tats, tadjiks de la Xina, talix, waqi, zazes.

### Altres
Els següents són descendents parcials dels pobles irànics o se'ls contempla com possibles descendents:
- Àzeris. Tot i que els àzeris parlen una llengua turquesa (el modern idioma àzeri), es creu que descendeixen principalment d'antics irànics i caucàsics. Així, degut als seus llaços històrics amb diversos pobles irànics i als seus llaços culturals amb els perses,[11] els àzeris s'associen freqüentment amb els pobles irànics.[12]
- Uzbeks. Es creu que els pobles uzbeks moderns tenen avantpassats irànics i túrquics. Uzbek i tadjic són noms moderns donats a les poblacions culturalment homogènies i sedentàries de l'Àsia central. Els avantpassats locals d'ambdós grups -els uzbeks de parla túrquica i els tadjics irànica- eren coneguts com els sarts ("mercaders sedentaris") abans de la conquesta russa de l'Àsia central, mentre que uzbek i turc eren els noms atorgats a les poblacions nòmades o seminòmades de la zona. Els uzbeks i tadjics moderns són coneguts com a sarts pels seus veïns túrquics, els kazakhs i els kirguisos. Els antics irànics sogdians i bactrians es troben entre els seus avantpassats. Culturalment, els uzbeks són més propers als seus veïns sedentaris, parlants de llengües iràniques, que dels seus veïns túrquics nòmades i seminòmades. Alguns acadèmics uzbeks com A. Askarov i B. Ahmadov, minimitzen l'extensió i importància túrquica en la continuïtat dels antics avantpassats irànics.[13]
- Bosníacs, búlgars, croats, serbis[14]
- Hurrites: es creu que almenys la classe noble dels hurrites de Mitanni (II mil·lenni a.C.) contenia elements culturals irànics.
- Pahlaves: no hi ha consens sobre l'origen irànic dels pahlaves del sud de l'Índia (circa s. IV-VII).